# Kristian Arnstad
Kristian Arnstad (Oslo, 7 september 2003) is een Noors voetballer die sinds 2024 uitkomt voor het Deense Aarhus GF. Eerder speelde hij vier seizoenen voor RSC Anderlecht. Arnstad is een middenvelder.

## Carrière
Arnstad ruilde de jeugdopleiding van het Noorse Stabaek IF in 2019 in voor die van RSC Anderlecht. Anderlecht haalde de toen zestienjarige Noor binnen op aanraden van toenmalig technisch directeur Frank Arnesen. Eerder trainde hij mee met Manchester United en AFC Ajax, die hem nadien graag wilden houden. Ook Sporting Lissabon toonde interesse in Arnstad, die door Anderlecht als "het grootste Scandinavische voetbaltalent van de jongste jaren" werd omschreven.
Na een goede seizoensvoorbereiding werd Arnstad op 4 oktober 2020 beloond met een selectie voor het eerste elftal van Anderlecht. De Noor kreeg meteen een basisplaats tegen Club Brugge, een wedstrijd die Anderlecht met 3-0 verloor. Een maand later kreeg Arnstad een contractverlenging tot 30 juni 2023. De Noorse middenvelder speelde uiteindelijk 68 wedstrijden voor de Brusselse club, waaronder 11 in Europa.
Op 31 augustus 2024 werd Arnstad naar de Deense eersteklasser Aarhus GF getransfereerd. Hij kreeg er een contract tot medio 2029.

## Clubstatistieken
| Seizoen         | Club            | Land            | Competitie         | Competitie | Competitie | Beker | Beker | Supercup | Supercup | Europees | Europees | Totaal | Totaal |
| Seizoen         | Club            | Land            | Competitie         | Wed.       | Dlp.       | Wed.  | Dlp.  | Wed.     | Dlp.     | Wed.     | Dlp.     | Wed.   | Dlp.   |
| --------------- | --------------- | --------------- | ------------------ | ---------- | ---------- | ----- | ----- | -------- | -------- | -------- | -------- | ------ | ------ |
| 2020/21         | RSC Anderlecht  | Vlag van België | Jupiler Pro League | 2          | 0          | 1     | 0     | —        | —        | —        | —        | 3      | 0      |
| 2021/22         | RSC Anderlecht  | Vlag van België | Jupiler Pro League | 6          | 0          | 0     | 0     | —        | —        | 0        | 0        | 6      | 0      |
| 2022/23         | RSC Anderlecht  | Vlag van België | Jupiler Pro League | 27         | 1          | 1     | 0     | —        | —        | 15       | 0        | 43     | 1      |
| 2023/24         | RSC Anderlecht  | Vlag van België | Jupiler Pro League | 8          | 0          | 1     | 0     | —        | —        | —        | —        | 9      | 0      |
| Carrière totaal | Carrière totaal | Carrière totaal | Carrière totaal    | 43         | 0          | 1     | 0     | 0        | 0        | 3        | 0        | 67     | 1      |

Bijgewerkt op 20 augustus 2022.

## Interlandcarrière
Arnstad is Noors jeugdinternational.